# Llibres de Meqabyan
Els llibres de Meqabyan són tres llibres considerats apòcrifs de l'Antic Testament, excepte per l'Església Ortodoxa Etíop, que els accepta com a canònics. Es coneixen també com a "llibres macabeus etíops" però no tenen relació amb el Primer llibre dels Macabeus o el Segon, acceptats pels catòlics. Narren com diversos reis i pobladors orientals comencen a creure en Déu i com els que continuen venerant falsos ídols són castigats. Aquests personatges són sovint anomenats "macabeus", i d'aquí el sobrenom dels llibres, però no són els mateixos macabeus que descendeixen de l'històric Simó Macabeu.